# Deadworld
Deadworld é uma série de banda desenhada publicada em intervalos intermitentes que foi criada pela editora Desperado Publishing em associação com a IDW Publishing. A série acompanha um grupo de sobreviventes em meio a um cenário pós-apocaliptico após uma pandemia zumbi mundial devastar a civilização. A história contada em Deadworld, porém, enfatiza outras questões diversas que apenas focar em humanos exterminando zumbis.

## História
Originalmente publicada pela Arrow Comics, Deadworld foi criado e escrito por Stuart Kerr e Ralph Griffith em 1987. Seus primeiros 7 volumes foram escritos por Kerr e ilustrado por Vince Locke.
Porém a Arrow Comics, que era de propriedade de Kerr e Griffith, teve de interromper a produção de todos os seus títulos, uma vez que editora já acumulara graves dívidas. Mesmo assim, a dupla de criadores trasferiu a publicação de Deadworld para a Caliber Comics de Gary Reed, vendendo seus direitos à Vince Locke (que os trasferiu logo em seguida à Reed). Por volta do número 12, Reed tornou-se o principal roteirista. O volume 1 terminou na edição 26 em 1992. Um ano mais tarde, estrearia o volume 2, este terminando na edição 15.
Após um hiato em suas publicações, a série retornou em 2005 através da Image Comics, novamente com Gary Reed e Locke trabalhando no título. Mesmo Deadworld tendo sido publicado tanto pela Image quanto pela IDW, a obra é da Desperado Publishing, a qual produz as publicações e deixa apenas a impressão à cargo das duas companhias. Na edição de número 3, o artista Dalibor Talajic assumiu como ilustrador e completou a história Requiem to the World. A seguir, a Image finalizou Deadworld: Frozen Over, obra na qual foram convidados o roteirista Michael Raicht e o artista Federico Dallocchio. Deadworld: Bits and Pieces foi uma coletânea de pequenos contos e histórias retiradas de várias outras edições, e foi lançado pela Transfuzion Publishing. A Desperado lançou ainda Deadworld Chronicles a qual trazia vários contos ilustrados do mundo de Deadworld. Obras mais recentes, Deadworld: Slaughterhouse foi lançado em 2010, tendo Sami Makkonen como desenhista, e uma continuação está em desenvolvimento. Parelelo ao projeto, a IDW trouxe Deadworld Classics, uma edição especial reunindo o melhor dos 8 primeiros números ilustrados por Vince Locke. Recentemente, Gary Reed juntou-se à Gary Francis e agora estão prestes a lançar Deadworld: The Last Siesta, uma banda desenhada ilustrada por Mark Bloodworth e com lançamento programado para 2011, novamente pela editora IDW.

## Edições
Deadworld - VOL. 1
- 1-9 (Editora Arrow)
- 10-26 (Editora Caliber)

Deadworld - VOL. 2
- 1-15 (Editora Caliber)

### Mini-séries (todas pela Editora Caliber)
- King Zombie 1-2 (Editora Caliber)
- To Kill A King 1-3
- Realm Of The Dead 1-3
- Tattoo 1-4
- Deadworld Archives 1-3 (relançamento das três primeiras edições da Editora Arrow)
- Deadworld Slaughterhouse
- Deadworld Frozen Over

### Coleções
- Deadworld Book One (a Editora WeeBee fez a primeira impressão, a Caliber fez tanto a segunda quanto a terceira)
- Deadworld Book Two (Editora Caliber)
- The Killer & The King (Editora Caliber) relançada como The Dead Killer (Editora Image)
- Realm Of The Dead (Editora Caliber)
- Bits and Pieces: trade collection of shorts and scenes (Editora Transfuzion)
- Deadworld Chronicles: All New stories (Editora Desperado)
- Deadworld Classics (IDW) coletânea dos oito primeiros números
- Deadworld Omnibus Vol.1 (relançamento mundial das obras Frozen Over, Slaughterhouse e Requiem)

### Contos
- Deadworld: Daemonstorm
- Deadworld: Bits & Pieces - compilação de contos
- Dead Tales
- Dead Killer
- Deadworld: Necropolis
- Deadworld: Plague
- Deadworld: December
- Roadkill: A Chronicle of the Deadworld
- Dire Wolves: A Chronicle of the Deadworld